# La Villedieu (Lozère)
Les Villedieu (wym. [la vijədjø]) – miejscowość i dawna gmina we Francji, w regionie Oksytania, w departamencie Lozère. W 2013 roku populacja gminy wynosiła 32 mieszkańców. Na terenie gminy swoje źródła ma rzeka Truyère. 
Gmina została utworzona 1 stycznia 2019 roku z połączenia pięciu ówczesnych gmin: Estables, Rieutort-de-Randon, Saint-Amans, Servières oraz La Villedieu. Siedzibą gminy została miejscowość Rieutort-de-Randon. 